# Shelter (automerk)
De Shelter was een experimentele stadsauto en wellicht een van de eerste auto's in zijn soort.
Arnold van der Goot ontwierp in 1954 het autootje, nadat hij eerder bij de Britse vliegtuigfabrikant Bristol Aeroplane Company had gewerkt. Het kan zelfs als een voorloper van de witkar gezien worden, want ook bij dit project werd eraan gedacht om een aantal huurstations in de stad in te richten waar auto's opgepikt en achtergelaten konden worden. De Nederlandse regering had wel interesse in het project omdat het autoverkeer toen al een probleem was in Amsterdam.
De auto was vrijwel geheel zelf gebouwd, tot aan de motor toe. Slechts delen zoals de carburateur, starter, ruiten en dergelijke werden elders gefabriceerd. Van der Goot construeerde zelfs een pers waar het dak mee gevormd kon worden. De constructie van de motor maakte het mogelijk om koppeling en versnellingsbak in enkele minuten te verwisselen. Het wagentje was 2 meter lang en woog 220 kilo.
Het project werd uiteindelijk geen succes doordat assen braken en motoren in brand vlogen. Van der Goot had al voldoende onderdelen voor 20 auto's maar slechts 7 werden daadwerkelijk gebouwd. Er zijn in ten minste twee exemplaren overgebleven, waarvan één bij Van der Goots zoon Erik en een bij verzamelaar Sjoerd ter Burg.